# Sally Barsosio
Sally Barsosio, född den 21 mars 1978, är en kenyansk före detta friidrottare som tävlade i långdistanslöpning. 
Barsosio slog igenom vid junior-VM 1992 där hon slutade trea på 10 000 meter. Vid VM 1993 slutade hon trea och noterade i finalen tiden 31.15,38 vilket fortfarande gäller som hennes personliga rekord på distansen. Vid VM 1997 lyckades Barsosio vinna VM-guld på 10 000 meter och blev därmed den första kenyanskan att vinna ett VM-guld. 
Barsosio deltog vid OS 2000 och OS 2004 men det blev en 17:e plats båda gångerna. 